# Touzhan (sockenhuvudort i Kina, Heilongjiang Sheng, lat 46,96, long 123,25)
Touzhan (kinesiska: 头站, 头站乡) är en sockenhuvudort i Kina. Den ligger i provinsen Heilongjiang, i den nordöstra delen av landet, omkring 290 kilometer nordväst om provinshuvudstaden Harbin. Antalet invånare är 28 503. Befolkningen består av 13 960 kvinnor och 14 543 män. Barn under 15 år utgör 18,0 %, vuxna 15-64 år 75 %, och äldre över 65 år 6,0 %.
Runt Touzhan är det ganska glesbefolkat, med 38 invånare per kvadratkilometer. Det finns inga andra samhällen i närheten. Trakten runt Touzhan består till största delen av jordbruksmark.
Genomsnittlig årsnederbörd är 664 millimeter. Den regnigaste månaden är juli, med i genomsnitt 232 mm nederbörd, och den torraste är januari, med 6 mm nederbörd.